# Gummistiefel-Tanz

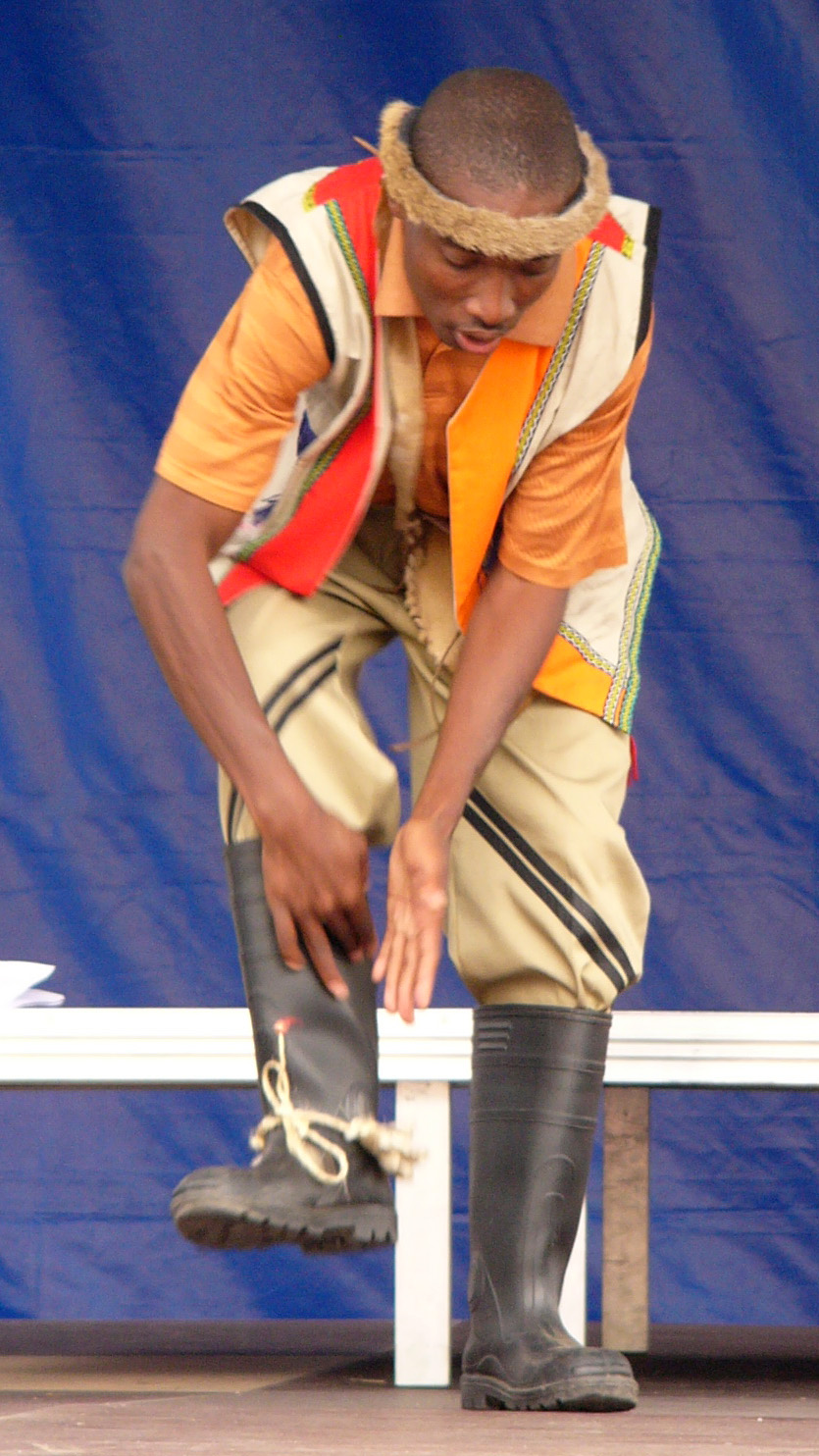
Gummistiefel-Tänzer

Der Gummistiefel-Tanz, englisch gumboot dance, isiZulu isicathulo, ist ein afrikanischer Tanz, der häufig von Tanzgruppen Südafrikas zum Beispiel in den Touristenzentren, aber auch weltweit bei Tourneen von Tanzgruppen getanzt wird.

## Herkunft
Die Bezeichnung für den Tanz (isicathulo) stammt von den Gummistiefeln, die beim Tanz getragen werden. Der Gummistiefel-Tanz entstand vermutlich Ende des 19. Jahrhunderts unter den Arbeitern in den Goldminen von Johannesburg. Die Gummistiefel wurden dort als Schutz vor Hautkrankheiten durch verseuchtes Wasser getragen, die Arbeiter waren bei der Arbeit angekettet.

## Der Tanz
So entwickelte sich aus dem afrikanischen Erbe mit den einzigen „Instrumenten“, die den Minenarbeitern geblieben waren, nämlich ihren Körpern und ihren Stiefeln, eine eigene Sprache aus Rhythmus und Musik. Den Minenarbeitern war es verboten, miteinander zu sprechen. Um sich unter Tage miteinander verständigen zu können, entwickelten die Schwarzen – ähnlich wie die „sprechenden Trommeln“ oder das Morsen – durch rhythmisches Schlagen mit den Händen auf ihre Gummistiefel, Aufstampfen und Kettenrasseln eine eigene Klangsprache. Der Tanz erinnert durch das Schlagen auf die Stiefel an einen Schuhplattler. Diese unter Tage entstandene Form der Kommunikation setzte sich langsam auch über Tage durch und entwickelte sich zu einer sozialen und kulturellen Ausdrucksform.
Einerseits sollte der Tanz den jungen Männern Mut und Kraft geben. Gleichzeitig machten sie sich aber über eine Art Geheimsprache in den scheinbar harmlosen Texten, Bewegungen und Tanzfiguren über ihre Bewacher lustig. Sie parodierten dabei gern die Bewegungen der Offiziere und Wachen, ohne dass diese es bemerken konnten.
Einige Unternehmer gestatteten es den besten Tänzern, die die Männer friedlich unterhielten, eigene Tanzgruppen zu bilden. Diese Gruppen sangen in ihrer Heimatsprache (meist isiZulu, Sesotho oder isiXhosa), oft in Metaphern verschlüsselt, vom elenden Leben, schlechtem Lohn, schlechten Vorgesetzten, aber auch von Familie, Heimweh und Liebe. Die Weißen hörten amüsiert zu, verstanden jedoch nicht den Sinn der Darbietungen. Diese Gruppen wurden nicht nur zur Unterhaltung der eigenen Leute eingesetzt, sondern wurden auch als PR-Maßnahme z. B. bei Besuchern der Minen benutzt. Der Tanz wurde treffend auch „literature in motion“ (Literatur in Bewegung) genannt. Mit der Zeit bildeten alle Minengesellschaften eigene Tanztruppen, die in den firmeneigenen Amphitheatern gegeneinander antraten. An den Wochenenden übten diese Gruppen ihre Tanzvorführungen; dabei wurde oft auch sehr viel Alkohol konsumiert, wovon manche Lieder, die zum Tanz gesungen wurden, erzählen. Die Liedthemen sind immer aus dem bedrückenden Leben gegriffen und oft lautmalerisch angereichert. Getanzt wurde anfangs ohne Musikinstrumente. Als sich bei den Tanzwettbewerben in den ersten Jahrzehnten des 20. Jahrhunderts ein eigener Stil entwickelt hatte, kam die Gitarre hinzu. Heute besteht das Begleitensemble häufig aus Gitarre, Akkordeon und Violine. Die Fußfesseln sind heute meist durch einen Stapel rasselnder Kronkorkendeckel an den Außenseiten der Stiefel symbolisiert.
Früh wurde der Gummistiefel-Tanz, ebenso wie traditionelle Tänze, auf den Volksfesten der Weißen oder als Touristenattraktion eingesetzt. Im Film tauchte der Gummistiefel-Tanz erstmals 1950 in Zonk! auf.

## Der Tanz heute

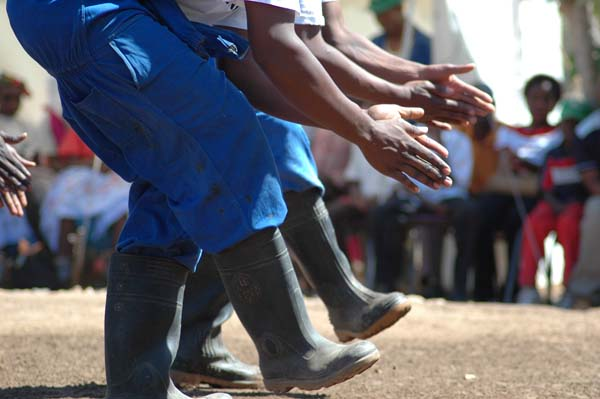
Gummistiefel-Tänzer

Der Gummistiefel-Tanz wird heute in Südafrika, aber auch weltweit, als lebendiger und eigenständiger Teil der südafrikanischen Kultur vorgeführt. Jugendgruppen führen ihn auf den Straßen der Städte vor, um sich etwas Geld zu sammeln. Heute erinnern die um Gummistiefel gebundene Glöckchen an die Fußfesseln der schwarzen Arbeitssklaven. Die Gummistiefel – gern mit Schaumstoff unterlegt – können auch farbig bemalt sein (z. B. Zebrastreifen), die Gruppen können bestimmte Kleidung tragen (z. B. Schulmädchenuniformen oder Schutzhelme). So wird die Geschichtstradition bewahrt, aber in den Themen und musikalischen Ausdrucksformen passt sich der Tanz wie andere folkloristische Formen auch den modernen Lebensumständen der Jugend Südafrikas an. Comedy- und Slapstickelemente treten hinzu.
Paul Simon nahm in sein Album Graceland den Titel Gumboots auf, der im Stil des südafrikanischen Mbaqanga (Township Jive) gehalten ist.
Eine Tanzgruppe unter dem Regisseur Zenzi Mbuli sind die Rishile Gumboot Dancers of Soweto, die in ganz Südafrika bekannt sind, aber mit ihrer 1999 entwickelten Show Gumboot – Rhythm is a language auch auf Festivals in Europa und Nordamerika auftraten. Sie gaben eine CD und eine DVD heraus (Gumboots).
Black Umfolosi ist eine Volkstanzgruppe aus Simbabwe, die durch ihre Gummistiefel-Tänze bekannt wurde.

## Diskografie
- Gumboot guitar. Zulu street guitar music from South Africa (Music Collection of the British Library Sound Archive). Aufnahmen von Janet Topp Fargion, Albert Nene. Topic Records, London 2003.